# 聖胡安薩卡特佩克斯
聖胡安薩卡特佩克斯（西班牙語：San Juan Sacatepéquez）是危地馬拉的城市，由危地馬拉省負責管轄，位於該國中部，距離首都危地馬拉市32公里，始建於1525年，面積242平方公里，海拔高度1,845米，2002年人口81,584。